# La Helena egipcia
La Helena egipcia (Die ägyptische Helena) es una ópera en dos actos con música de Richard Strauss y libreto en alemán de Hugo von Hofmannsthal. Se estrenó en la Ópera Semper de Dresde el 6 de junio de 1928.  Strauss había escrito el rol titular pensando enMaria Jeritza pero, debido al elevado caché solicitado por la artista tras su enorme éxito en la ópera de Nueva York, la administración de la ópera de Dresde rechazó pagar los enormes honorarios y en su lugar escogió a Elisabeth Rethberg para el personaje de Helena de Troya.  Jeritza al final interpretó la obra en Viena y Nueva York.
Como inspiración para la historia, Hofmannsthal usó fuentes como Eurípides (Helena).  Strauss hizo cambios en la ópera en 1933, cinco años después del estreno, trabajando con Lothar Wallenstein y el director Clemens Krauss.
Esta ópera rara vez se representa en la actualidad; en las estadísticas de Operabase aparece con solo 3 representaciones para el período 2005-2010.

## Personajes

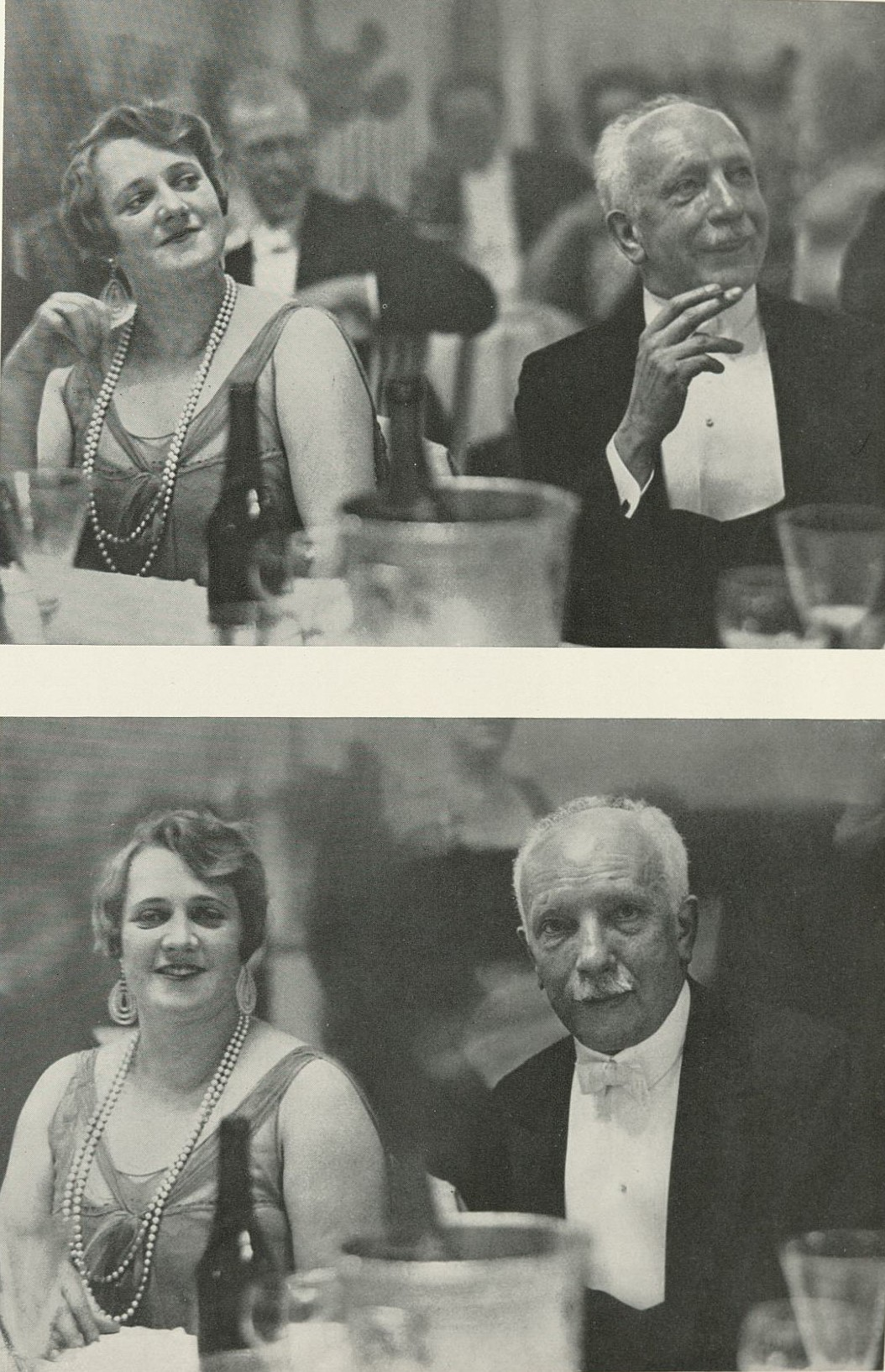
La cantante principal y el compositor en la fiesta del estreno (fotos de Erich Salomon).

| Personaje                                        | tesitura                     | Reparto del estreno, 6 de junio de 1928 (Director: Fritz Busch) |
| ------------------------------------------------ | ---------------------------- | --------------------------------------------------------------- |
| Helena, esposa de Menelao                        | soprano                      | Elisabeth Rethberg                                              |
| Menelao                                          | tenor                        | Curt Taucher                                                    |
| Hermíone, su hija                                | soprano                      | Anneliese Petrich                                               |
| Aithra, la hija de un rey egipcio: una hechicera | soprano                      | Maria Rajdl                                                     |
| Altair                                           | barítono                     | Friedrich Plaschke                                              |
| Da-Ud, su hijo                                   | tenor                        | Guglielmo Fazzini                                               |
| Dos sirvientes de Aithra                         | soprano, mezzosoprano        | Erna Berger, Sigrid Rothermel                                   |
| Cuatro elfos                                     | dos sopranos, dos contraltos | Angela Kolniak, Eva Johnn, Elfriede Haberkorn, Sigrid Rothermel |
| La omnisciente concha marina                     | contralto                    | Helene Jung                                                     |

## Argumento

### Acto I
El pasado mitológico
En su palacio isleño, la hechicera Aithra espera en vano el regreso de Poseidón. La concha marina omnisciente le dice que aunque Poseidón está lejos permanece firmemente enamorado de ella. La concha habla entonces de un barco en el que la mujer más bella del mundo, Helena de Troya, está a punto de ser muerta por su marido, Menelao. Para salvar a la mujer, Aithra conjura una tormenta instantánea para hacer naufragar a los pasajeros, quien pronto llegaron a la orilla y aparece en el palacio. Helena había estando tratando de salvar su matrimonio, pero Menelao no puede perdonarla por su traición con Paris a comienzos de la Guerra de Troya. Amargamente, ha impedido que su hija, Hermíone, conozca a su propia madre. En tierra, Menelao de nuevo planea apuñalar a su esposa, pero la visión de su belleza a la luz de la luna hace que dude. Para asegurarse de que no la mate, Aithra invoca a los elfos para atormentarlo; le hacen creer que su rival, Paris, está presente, y él se apresura a enfrentarse con el espectro. La magia de Aithra entonces ayuda a Helena a recuperar su belleza juvenil original y una bebida de loto hace desaparecer su ansiedad. Las sirvientas se la llevan a otra habitación.
Mientras Menelao regresa, enfadándose por haber sido sorprendido y matado a Helena y Paris, Aithra le da una bebida calmante. Al oírle hablar de las conflictivas emociones que tiene con su esposa, la hechicera intenta decirle que nueve años antes, cuando Helena se fue con Paris, los dioses engañaron a Paris y la auténtica Helena estaba escondida en el castillo del padre de Aithra en las laderas del Atlas. Allí permanece dormida, esperando a que su esposo la despierte; la mujer que hay en la habitación cercana es la falsa. Aithra ruega transportar a Menelao por la magia al castillo. Sorprendido y dudando, gradualmente se rinde a la noción de que la Helena original le será devuelta. En un pabellón al pie de la montaña, los dos pueden reunirse. Aithra sugiere que use la poción de loto para mantener alejados los recuerdos perturbadores.

### Acto II
En el pabellón, Helena se despierta y saluda la segunda noche de bodas de la pareja ("Zweite Brautnacht"). Menelao, despertándose también, aún desconfía de sus sentidos. Su esposa intenta suavizarlo con más jugo de loto, pero él toca la espada, que revive sus recuerdos. ¿Es esta mujer real o una ilusión? Llegan jinetes del desierto, y Altair, príncipe de las montañas, se inclina frente a Helena, ofreciendo regalos; su hijo Da-ud se une alabando la belleza de la mujer. La escena le recuerda a Menelao una celebración troyana en honor de Helena, pero intenta ocultar sus celos cuando Altair y Da-ud lo invitan a unirse a una partida de caza. Despidiéndose de Helena, y todavía inseguro de su identidad, se marcha a cazar. Aithra aparece como una de las sirvientas y advierte a Helena de que uno de los viales que ha empaquetado contiene una poción de olvido, pero la otra una poción de recuerdos. Contra la fuerte advertencia de Aithra, Helena declara que el recuerdo será necesario para salvar su matrimonio; la fantasía de volver a un pasado impoluto no es una solución genuina.
A una señal de Helena, las doncellas se retiran al volver Altair, que la corteja abiertamente y la invita a un banquete en su honor. Incluso cuando llega la noticia de que Menelao ha matado a Da-ud durante la caza, Altair sigue con su cortejo. Se marcha, sin embargo, cuando traen el cuerpo del joven, seguido por Menelao, quien permanece confundido, creyendo que es a Paris a quien ha matado. Después de desafiar el consejo de Aithra, Helena ordena continuar con la elaboración de la poción mientras el tiempo de la fiesta se acerca. Menelao imagina ahora que la verdadera Helena ha muerto, y él decide unirse a ella en la muerte; la Helena que está ante él seguramente sea el espectro. Cuando coge lo que él cree que es la poción de la muerte, sin embargo, ve a la muerta Helena como la que está viva: ambas están unidas. Altair y sus guerreros llegan y separan a la pareja, pero Aithra invoca la aparición de los soldados de Poseidón, quienes llegan  escoltando a la niña Hermíone. Reconociendo a Aithra, la hechicera, Altair cede ante su poder. Hermíone, reunida al fin con sus padres, irá a casa con ellos para empezar su vida juntos.